# کالانز (ویرجینیا)
کالانز (به انگلیسی: Callands) یک منطقهٔ مسکونی در ایالات متحده آمریکا است که در ویرجینیا واقع شده‌است.